# ステラデンス
ステラデンス（学名: Stelladens）は後期白亜紀のモロッコに生息していたモササウルス亜科の爬虫類。左の歯骨の一部と関連する2本の歯のみが知られる。

## 命名
属名はラテン語のstella（星）とdens（歯）の合成語で、種小名は歯の神秘的な構造から神秘を意味するmysteriumに由来する。

## 特徴
モササウルスとの比較から、歯骨の長さ40-50cm、頭蓋骨の長さ約80cm、全長約5mと推定される。
舌側（内側）表面に顕著な鋸歯状の隆起を持った三角形の歯冠を持ち、この特徴を持つ生物は現生・絶滅を問わず他に知られていない。
魚食または軟体動物食で、珍しい魚や珍しい頭足類を捕食する生物であったためそれらを狩るための特殊な歯を進化させたと考えられる。